# Andrés Bolognesi
Andrea Bolognesi, Andrés Boloñesi o Andrés Bolognesi (Génova, alrededor de 1775-Arequipa, 27 de agosto de 1834) fue un músico, profesor y compositor italiano radicado en Perú. Destacó como maestro de capilla de música, violoncelista, organista, director de orquesta y coro. Es el padre del héroe peruano Francisco Bolognesi Cervantes.

## Biografía
Hijo de Giuseppe Bolognesi y Benedetta Campanella, nació con el nombre de Andrea Bolognesi. Pasó a Portugal y se desempeñó como maestro de capilla en la catedral de Lisboa. Fue también profesor de violoncello del príncipe Juan de Braganza (el futuro Juan VI de Portugal).
Se trasladó a la América española, donde castellanizó su nombre como Andrés Boloñesi, y así firmó a partir de entonces, según consta en todos los documentos conservados que contienen su firma. Así también, con esa forma castellanizada de su apellido, bautizó a sus hijos, aunque estos después recobraron oficialmente la grafía original italiana.
Fue concertista en Santiago de Chile, donde su talento fue muy celebrado —uno de sus admiradores fue Mateo de Toro Zambrano, conde de la Conquista, gobernador Real de Chile (1810) y presidente de la primera Junta Nacional de Gobierno (1810-1811)—. Esta información ha sido recogida del expediente del juicio que tuvo con José González y Fuente, IV conde del Villar de Fuente y de Fuente González, que se conserva en el archivo arzobispal de Lima.
Con recomendación del virrey de Río de la Plata, Santiago Liniers, a inicios de 1807 se trasladó a Lima, entonces la capital del Virreinato del Perú. Su prestigio lo llevó a ser nombrado maestro de capilla de música de la Catedral, el 16 de septiembre de dicho año, con un sueldo de 600 pesos anuales. Puso gran esmero en su oficio, mejorando notoriamente los servicios. Luego reunió y concertó la primera agrupación lírica de Lima, con artistas locales e italianos, con la que mantuvo una temporada en la que presentó Il matrimonio segreto de Cimarosa, y otras óperas que fueron ovacionadas por el público (1812). El 27 de diciembre de 1816 conmovió a la ciudad de Lima con la interpretación musical que ofreció durante la consagración del obispo de Cuenca, Ignacio Cortázar.
El 13 de junio de 1814 contrajo matrimonio, en la Parroquia San Sebastián de Lima, con Juana de Cervantes y Pacheco, dama natural de Arequipa e hija única de un acomodado comerciante asentada en la capital, de nombre Gerónimo Cervantes. Con ella ya había tenido una hija natural, Margarita, a la cual legitimó, y luego tuvo seis hijos más, el primero de los cuales, Francisco (el futuro héroe del Perú), nació el 4 de noviembre de 1816. Los otros fueron: Rosa (n. 1818), Manuela (fallecida al nacer en 1819), José de las Nieves (n. 1821), Juana Manuela (n. 1824) y Mariano (n. 1826), estos dos últimos nacidos en Arequipa.
Fue uno de los firmante del Acta de la Independencia del Perú aprobada en sesión del cabildo abierto de Lima, el 15 de julio de 1821. Luego, dirigió el coro y los músicos que acompañaron las ceremonias de la Misa y el Te Deum con motivo de la proclamación de la Independencia del Perú, el 28 de julio del mismo año.[cita requerida] Aunque, al parecer, esta adhesión a la causa independentista no fue tan sincera, pues al año siguiente, durante el gobierno de la Suprema Junta Gubernativa del Perú, consta que estuvo en prisión, presumiblemente por motivos políticos. En otras palabras, por simpatizar con los realistas.
Es posible que, a causa de la complicada situación política que se vivía en Lima, Andrés decidiera trasladarse a Arequipa con su familia, ya que el sur del Perú todavía se hallaba bajo el poder español. Al aparecer, deseaba estar más en contacto con las autoridades virreinales. Su esposa y sus hijos fueron los primeros en partir, a fines de 1822 o principios de 1823. A poco del arribo de la familia a Arequipa, en marzo, falleció José, el menor hijo, de apenas dos años de edad. En junio de 1823, Andrés, ya en libertad, emprendió el viaje a Arequipa. Previamente, obtuvo de cuatro a seis meses de licencia con sueldo de su trabajo en la Catedral de Lima, con el pretexto de que su esposa se hallaba mal de salud.
En Arequipa, Andrés y su familia permanecieron varios años. Allí nacieron sus dos últimos hijos, Juana Manuela y Mariano. En 1830 regresó a Lima, siendo bien acogido. Pero nuevamente se trasladó a Arequipa, en 1833. Ya alejado de la música, se dedicó al comercio de coca y cascarilla, formando una sociedad con los señores Pedro y Antonio Gastiaburú, José Ruesta y Rafael Helmes. Esta actividad le obligaba a realizar largos y extenuantes viajes a las selvas del departamento del Cuzco, donde contrajo una enfermedad. Su débil contextura no pudo contrarrestar el mal y falleció en Arequipa en 27 de agosto de 1834.